# Kʼan Joy Chitam I
Kʼan Joy Chitam I, còn được gọi là Hok, Kan Xul I và Kʼan Hokʼ Chitam I (490—565), là một nhà vua Maya của thành phố Palenque. Ông được lên ngôi vào ngày 25 tháng 2 năm 529 khi ông được 34 tuổi và cho đến khi ông mất.